# Брайън Нейлър
Брайън Нейлър (на английски: Brian Naylor) е бивш британски автомобилен състезател, пилот от Формула 1. Роден на 24 март 1923 г. в Салфорд, Великобритания.

## Формула 1
Брайън Нейлър прави своя дебют във Формула 1 в Голямата награда на Германия през 1958 г. В световния шампионат записва 8 състезания като не успява да спечели точки, състезава се с частен Купър и за отбора на JBW.